# Dacnusa gallarum
Dacnusa gallarum är en stekelart som först beskrevs av Julius Theodor Christian Ratzeburg 1852.  Dacnusa gallarum ingår i släktet Dacnusa och familjen bracksteklar. Inga underarter finns listade i Catalogue of Life.